# Sudop Praha
SUDOP PRAHA a.s. je česká projektová, inženýrská a konzultační společnost založená 1. dubna 1992, která působí na tuzemském trhu, ale i v zahraničí. Vznikla jako právní nástupce Státního ústavu dopravního projektování (SÚDOP).

## Historie
Počátek historie celostátního projektového ústavu spadá do roku 1952, kdy byl založen v rámci ministerstva železnic. Po reorganizaci v následujícím roce nesl od 17. listopadu 1953 název Státní ústav dopravního projektování (SÚDOP). Byl nejprve součástí ministerstva dopravy, později samostatným státním podnikem.
V roce 1991 se rozdělil na několik samostatných státních podniků podle územního členění. Právním nástupcem původního ústavu se stal státní podnik SUDOP Praha s. p. Dne 1. dubna 1992 byl transformován do podoby akciové společnosti SUDOP PRAHA a.s. a privatizován. Jediným akcionářem je SUDOP International a.s. stoprocentně ovládaný společností SUDOP GROUP a.s. Skupině pak patří významné projekční firmy jako Metroprojekt, PUDIS, Moravia Consult, Dopravoprojekt Brno či PK Ossendorf.
V současnosti[kdy?] je podnik jednou z největších projektových kanceláří na českém trhu v oblasti projektování, kdy zaměstnává více než 300 projektantů z oblasti dopravní infrastruktury, inženýrských a pozemních staveb.

## Pole působnosti
Společnost je specializovaná na komplexní řešení problematiky dopravní infrastruktury, zejména železničních staveb, silničních a dálničních staveb, systémů městské hromadné dopravy. Navrhuje nejen celkové technické řešení staveb včetně mostních, tunelových a inženýrských objektů, sdělovacích a zabezpečovacích systémů, elektrizace a napájení, ale řeší i otázky řízení a organizace dopravy, dopravní a vozební technologie, opravárenské základny, logistiky, tarifní politiky, ekonomie dopravy a financování, vlivu staveb na životní prostředí.
Dalšími oblastmi, ve kterých SUDOP PRAHA a.s. působí, je navrhování pozemních a průmyslových staveb, inženýrských sítí, telekomunikací a energetiky. Součástí činnosti firmy SUDOP PRAHA a.s. je i poradenská činnost zaměřená na oblast regionálného rozvoje, dopravní obslužnosti a financování projektů.
SUDOP PRAHA a.s. je také členem Mezinárodní asociace mostů a stavebních inženýrů, České asociace konzultačních inženýrů (CACE), České betonářské společnosti ČSSI, Českého tunelářského komitétu ITA/AITEST, České silniční společnosti a Interoperability železniční infrastruktury.
Společnost má za sebou významné a oceňované realizace nejen v ČR, ale i v zahraničí (Litva, Slovensko, Polsko, Německo, Bulharsko, Afrika...)

## Významné projekty

### Železniční stavby
- Nové spojení v Praze
- Modernizace úseků prvního tranzitního koridoru
- Modernizace úseků druhého tranzitního koridoru
- Modernizace úseků třetího tranzitního koridoru
- Modernizace úseků čtvrtého tranzitního koridoru
- ERTMS (GSM-R a ETCS)

### Silniční stavby
- I/38 Obchvat Kolína
- SOKP 514 Lahovice – Slivenec
- úseky D47 4704 a 4705

### Inženýrské stavby
- Rekonstrukce Jezernických viaduktů
- Tunely pod Vítkovem
- Tunel Ejpovice

### Ostatní stavby
- Vědeckotechnický park Mstětice
- CDP Praha